# Парадокс близанаца
Парадокс близанаца представља покушај да се методом свођења на противречност оспори појава дилатације (продужења) времена из Ајнштајнове Специјалне теорије релативности.
У складу са овом појавом, ритам рада стандардних мерача времена (часовника) требало би да се успорава када се они налазе у равномерном праволинијском кретању у односу на непокретног посматрача (посматрача из неког другог инерцијалног система референције који сматрамо стационарним). Слично томе, време или старење једног близанца који се налази на ултрабрзом космичком путовању (креће се брзином блиском брзини светлости) требало би да изгледа успорено за његовог брата близанца који је остао на Земљи. Самим тиме, „путујући“ близанац када се са свога путовања врати на Земљу требало би да изгледа много млађи од другог близанца који је остао на Земљи, односно није се кретао тако великом-релативистичком брзином. С друге стране, пошто је кретање релативно, сасвим је исправно рећи да је близанац који је путовао по космосу у ствари мировао, а да се други близанац заједно са планетом Земљом кретао у односу на њега великом-релативистичком брзином. У том случају, из истих, претходно наведених разлога, близанац који је све време био чврсто везан за Земљу (остао на Земљи) треба да на завршетку путовања изгледа и да буде млађи од свога брата близанца, што је у очигледној контрадикцији са претходним закључком, и што чини суштину овог релативистичког парадокса.
Парадокс је први формулисао Ланжвен 1911. године и од тада је више пута оспораван почевши од Ајнштајна лично. Данас преовлађује мишљење да парадокса нема. Еквиваленцију између близанаца уклања убрзање којем се излаже путујући близанац при заокрету за повратак на Земљу. Приликом заокрета путујући близанац се излаже додатном убрзању које се, сагласно општој теорији релативности, може сматрати еквивалентним гравитационом пољу. А у гравитационом пољу ток времена зависи од потенцијалне енергије. Пошто је потенцијална енергија путујућег близанаца знатно нижа то је и ток времена спорији од тока времена на Земљи, дакле, близанац на Земљи брже стари.